# Нет покоя Билли Бракко
«Нет покоя Билли Бракко» (фр. Pas de repos pour Billy Brakko) — французский короткометражный фильм Жан-Пьера Жёне, снятый в 1983 году. Идея создания фильма вдохновлена графической новеллой Марка Каро (фр. Pas de linceul pour Billy Brakko, с фр. — «Никакого савана для Билли́ Бракко́»), изданной во французском журнале Métal Hurlant в 1978 году.

## Описание

### Синопсис
После двух лет вынужденных скитаний Билли Бракко узнаёт из газеты о собственной кончине и отправляется на поиски своей возлюбленной, чтобы прояснить ситуацию, но сталкивается с чередой трагических событий, ведущих его в смертельную ловушку.

### Сюжет
После неудачной коммерческой сделки с неким Рипли, Билли Бракко был вынужден оставить свой бизнес и скитаться в течение двух лет, пока в один из зимних вечеров не узнаёт из передовицы в газете новость о собственной смерти. Желая во всём разобраться и рискуя быть обнаруженным людьми Рипли, он отправляется на поиски Джули – советской шпионки, в которую безумно влюблён, но с которой он не сотрудничает, будучи патриотом своей страны. Где-то в Берлине, Загребе, Вене или Париже (эта неточность подчёркнута в сюжете) он узнаёт из вечерней прессы неожиданное известие, что Джули мертва. Не доверяя заголовкам газет, Бракко хочет лично присутствовать на церемонии прощания с её телом, назначенное на утро следующего дня, поэтому всю ночь проводит в кинотеатре, где смотрит фильм «Голова-ластик», а затем гуляет по улицам до открытия крематория. Прибывшему к началу церемонии Бракко сообщают, что кремация тела уже завершена, но неожиданное появление незнакомца, попросившего о встрече в отдалённом и тихом пригороде, дало ему надежду прояснить череду загадочных событий. Прибыв в назначенное место, Бракко обнаруживает незнакомца с тремя пулями во лбу, и понимает, что эта цепочка смертей, включая дезинформацию о его смерти в газете, это ловушка, устроенная людьми Рипли или агентами советской разведки. Пытаясь скрыться от преследования, Бракко садится на самолёт до Гамбурга, но там попадает в руки к гангстерам. Двое бандитов на автомобиле доставляют Бракко в безлюдное место, недалеко от железнодорожного моста, где затаскивают его в тёмный подвал и расстреливают. Последнее, что видит Билли Бракко перед своей смертью, это футбольный матч в момент гола, забитого бразильским форвардом Фалькао. В послесловии автора к смерти главного героя говорится, что по желанию у истории может быть альтернативная концовка, где инопланетянин (персонаж фильма Стивена Спилберга) воскрешает Бракко своим волшебным пальцем, а комиссия из мультипликационных персонажей, в порядке исключения, разрешает ему жить в стране мультфильмов, «где герои никогда не умирают»…

### Особенности
Сюжетная линия фильма, выдержанного в общей стилистике фильмов-нуар, является реминисценцией к классической ленте жанра «Мёртв по прибытии», где главный герой расследует собственную смерть. К наиболее яркой особенности фильма можно отнести особый подход к монтажу, где образные метафоры иллюстрируют закадровый текст, создавая эффект обратного повествования (согласно Лотману, повествование всегда описывает действие). Подобный психоаналитической процедуре свободных ассоциаций, этот пятиминутный экскурс в его образную, эмоциональную и ассоциативную палитру складывается в ёмкий кинематографический нарратив.
Помимо постановочных сцен, экранизирующих сюжет, повествование содержит множество прямых отсылок – аллюзий к реально существующим комиксам, полнометражным и мультипликационным фильмам, а так же к отдельным образам и персонажам:
(в порядке появления)
- полицейские-головорезы — персонажи комикса Марка Каро «Pas de linceul pour Billy Brakko» (1978)

Фрагмент первой публикации комикса Марка Каро

- Том Рипли — Деннис Хоппер в к/ф «Американский друг» (1977)
- Йонатан Циммерман — Бруно Ганц (там же)
- Моряк Попай и Синдбад — персонажи м/ф «Big Bad Sindbad» (1952)
- Серый Волк — персонаж м/ф «Red Hot Riding Hood» (1943)
- Баки Баг[англ.] и Джун Баг — персонажи комиикс-стрипов «Silly Symphony[англ.]» (1932—1945)
- «Космическая одиссея 2001 года» (1968) — стоп-кадры из к/ф Стэнли Кубрика
- Тинтин — персонаж графического романа Эрже «Тинтин в стране Советов» (1930)
- «Голова-ластик» (1978) — стоп-кадры из к/ф Дэвида Линча
- Эмилиано Сапата — Марлон Брандо на афише к/ф «Вива, Сапата!» (1952)
- Клоун Коко[англ.] (не путать с рыжим клоуном Коко) — персонаж серии мультфильмов Макса Флейшера «Из чернильницы[англ.]» (1918)
- Бимбо[англ.] и Бетти Буп — персонажи мультфильмов студии Fleischer Studios[англ.]
- «Броненосец „Потёмкин“» — фрагмент из к/ф Сергея Эйзенштейна
- E.T. (инопланетянин) — персонаж из к/ф «Инопланетянин» (1982)
- Дональд Дак — персонаж мультфильмов Уолта Диснея и Дика Ланди
- Кот Феликс — персонаж мультфильмов Пэта Салливана и Отто Мессмера
- Пит — персонаж мультфильмов Уолта Диснея и Аба Айверкса
- Братья Гавс — персонажи комиксов Карла Баркса
- Серенький волчок — персонаж Юрия Норштейна из м/ф «Сказка сказок» (1979)
- Бо Баг, Женщина, Мистер Мэр — персонажи комиикс-стрипов «Silly Symphony[англ.]» (1932—1945)

Такое обилие мультипликационных и комиксных персонажей в пятиминутном фильме не случайно. Начиная с 1974 года, через год после знакомства с Марком Каро на фестивале в Анси, Жёне становится постоянным автором его журнала «Фантасмагория» (фр. Fantasmagorie), где пишет о комиксах и кинематографии, а затем до 1985 года ведёт подобные рубрики в журналах Charlie Mensuel и Fluide Glacial. Таким образом, к моменту создания этого короткометражного фильма, Жёне имел широкий круг друзей из авторов комиксов, аниматоров и кинематографистов, и часть из них были задействованы для съёмок в этом фильме – помимо Марка Каро, авторы комиксов Андре́ Игуа́ль и Филипп Гедо́н, известные под псевдонимами Igwal и Фил Казуа́р, а также аниматор, постановщик спецэффектов и режиссёр Жан-Мануэ́ль Коста́.
В ходе повествования Билли Бракко упоминает фразу (фр. Je hais ces petites tranches de mort), произнесённую профессором сэром Оливером Линденбруком (Джеймс Мейсон) в к/ф «Путешествие к центру Земли» — эта фраза, ошибочно приписываемая Эдгару Аллану По, в переводе на русский язык полностью звучит так:

Я не сплю. Потому что ненавижу эти маленькие фрагменты смерти.
Оригинальный текст (англ.)I don’t sleep. I hate those little slices of death.

## В ролях
- Марк Каро — Билли Бракко
- Жан Буиз (голос)
- Фил Казуа́р[фр.]
- Жан-Мануэ́ль Коста́[фр.] — человек с бородой
- Андре́ Игуа́ль (фр. André Igual, Igwal[фр.])
- Жан-Пьер Жёне
- Брюно Дельбоннель
- Марина́ Буе́ (фр. Marina Bouillet)
- Спот (фр. Spot) — незнакомец (назначивший встречу в пригороде)
- Зори́н (фр. Zorin)

## Съёмочная группа
- Режиссёр — Жан-Пьер Жёне
- Помощник режиссёра — Лор Оже́-Робе́р (фр. Laure Auger-Robert)
- Режиссёр монтажа — Жан-Пьер Жёне
- Сценарист — Жан-Пьер Жёне
- Оператор-постановщик — Брюно Дельбоннель
- Актёр озвучивания (закадровый голос) – Жан Буиз
- Звукорежиссёр — Марк Каро
- Художник-гримёр — Марина́ Буе́
- Продюсер — Жан-Пьер Жёне
- Секретарь производства — Брюно Дельбоннель
- Руководитель проекта — Лор Оже́-Робе́р

## Технические данные
- Формат изображения: 35-мм, цветное кино[6]
- Соотношение сторон: 1,66:1[6]
- Формат звука: монофонический[6]
- Метраж: 128 м[1]

## Учётные данные
В системе CNC
- Номер разрешения: 57142 [1]
- Разрешение выдано: 18 мая 1983 г.
- Номер CNC: 1983115399